# Берлевог (аэропорт)
Аэропо́рт Бе́рлевог (норв. Berlevåg lufthavn; (ИАТА: BVG, ИКАО: ENBV)) — региональный аэропорт, расположенный в коммуне Берлевог, фюльке Финнмарк, Норвегия. Управляется государственной компанией Avinor. Аэропорт имеет одну асфальтовую ВПП размером 1040Х30 м, расположенную по курсу 06/24. Авиакомпанией, выполняющей регулярные рейсы, является Widerøe.

## История
28 июля 1941 года истребитель Люфтваффе Messerschmitt Bf.110 из-за проблем с двигателем во время воздушного боя приземлился недалеко от фермы Storsletta, расположенную в 3 км к западу от Берлевога. Тем же летом другой немецкий самолет также совершил аварийную посадку в том же районе. Эти случаи заставили немецкие войска осознать, что данная местность является это подходящим местом для строительства аэропорта. Проектирование началось осенью 1941 года, строительные работы начались в августе 1943 года и завершились осенью того же года. Аэродром стал передовым для защиты контролируемых немцами судов, проходящих за пределами полуострова Варангер. Взлетно-посадочная полоса была 950 м в длину, имела бетонное покрытие и дощатый настил для быстрого ремонта в случае бомбардировки. Аэропорт получил подразделение истребителей, в том числе Focke-Wulf Fw 190 Würger. В 1944 году на холме близ аэродрома был установлен радар. В 1944 году аэропорт был разрушен отступавшими немецкими войсками. Древесина со взлетно-посадочной полосы была позже использована местными жителями в качестве строительного материала для восстановления деревни. 
Использование аэродрома в качестве гражданского аэропорта было начато директором Varangfly Оддом Бентсеном (норв. Odd Bentzen) в 1964 году. После посещения Исландии он предложил серию коротких и простых аэропортов в Финнмарке, которые могли бы обслуживать службу авиационной скорой помощи. В 1966 году был создан окружной комитет для изучения строительства небольших аэродромов в Финнмарке, в том числе Берлевога. В последующие годы муниципалитет профинансировал работы по реконструкции аэродрома для его использования службой авиационной скорой помощи. 
В 1970 году Norving (ранее Varangfly) начала регулярные полеты, используя 8-местные самолеты Britten-Norman Islander. Региональный аэропорт открылся 1 августа 1974 года. Право полетов получила компания Wideroe, полеты выполнялись самолетами De Havilland Canada DHC-6 Twin Otter. 14 ноября 1980 года сгорели ангар и мастерская; новое здание было построено и открыто в 1982 году. В 1988 году был расширен пассажирский терминал. В 1994 году для полетов стали использоваться самолеты Bombardier Q Series.

## Инфраструктура

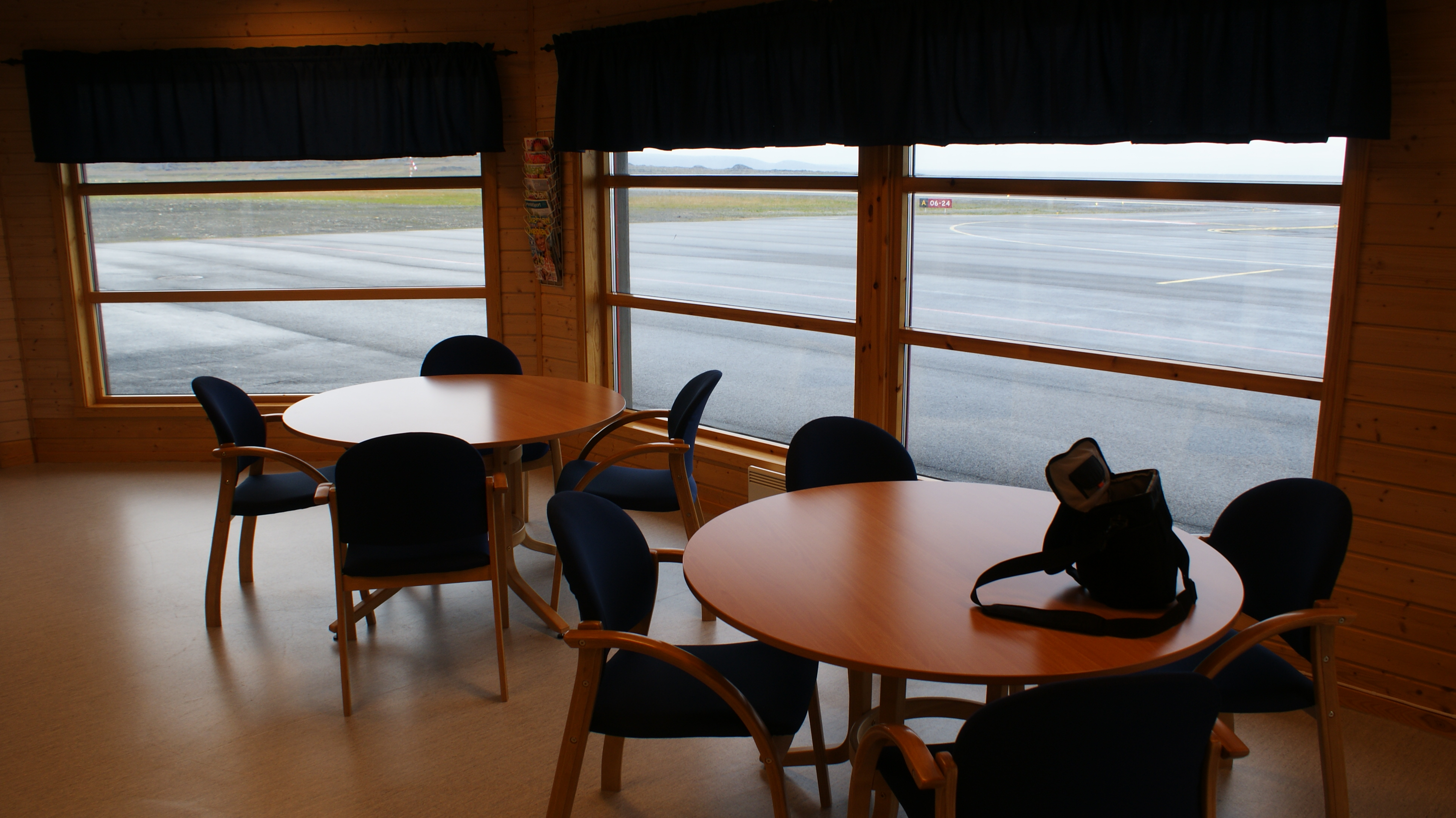
Зал ожидания в терминале

Здание терминала имеет площадь 360 м. кв., из которых пассажирская часть составляет 110 м. кв. и имеет пропускную способность 70 пассажиров в час. Диспетчерская вышка расположена в отдельном крыле пассажирского терминала. Взлётно-посадочная полоса размером 1040 Х 30 м, расположена по курсу 06/24. Аэропорт расположен на высоте 13 м над уровнем моря. На перроне есть стоянка для 2 самолетов класса Dash 8-100.
В 2013 году аэропорт Берлевог был самым субсидируемым аэропортом в Норвегии с дефицитом в 21 млн норвежских крон. Дефицит покрывается за счет прибыли из крупнейших аэропортов Норвегии. 
В 2018 году аэропорт обслужил 13 301 пассажира, было совершено 1626 взлётов/посадок.

## Авиакомпании и направления

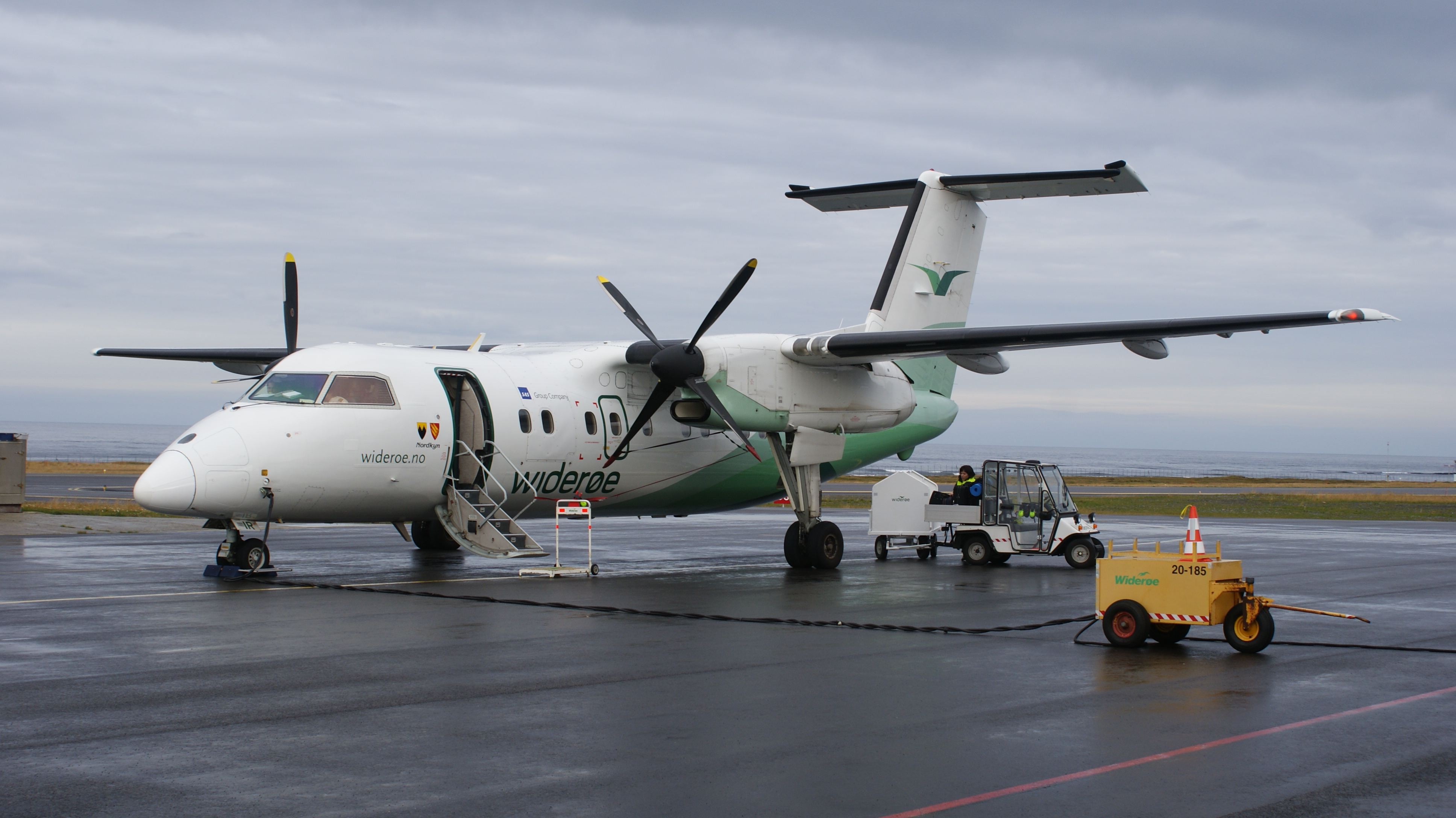
Widerøe Bombardier Dash-8 100 в аэропорту Berlevåg

Авиакомпанией, выполняющей регулярные рейсы, является Widerøe.
По состоянию на февраль 2019 года аэропорт обслуживает рейсы по следующим направлениям:

## Транспортное сообщение
Аэропорт расположен в 2 км к западу от деревни Берлевог, на дороге Fv271 (fylkesvei 271). Паркинг аэропорта рассчитан на 10 машиномест. Имеется служба такси и прокат автомобилей.